# Sunflower (album)
Pour les articles homonymes, voir Sunflower.
Albums de The Beach Boys
20/20
(1969) Surf's Up
(1971)
Sunflower, sorti en 1970, est le seizième album studio du groupe The Beach Boys, et leur premier chez Reprise Records.
Il s'agit de l'album préféré de Bruce Johnston.

## Titres
1. Slip On Through (Dennis Wilson) – 2:20
2. This Whole World (Brian Wilson) – 1:58
3. Add Some Music to Your Day (Brian Wilson, Joe Knott, Mike Love) – 3:37
4. Got to Know the Woman (Dennis Wilson) – 2:44
5. Deirdre (Bruce Johnston, Brian Wilson) – 3:30
6. It's About Time (Dennis Wilson, Bob Burchamn, Al Jardine) – 2:59
7. Tears in the Morning (Bruce Johnston) – 4:11
8. All I Wanna Do (Brian Wilson, Mike Love) – 2:37
9. Forever (Dennis Wilson, Gregg Jakobson) – 2:42
10. Our Sweet Love (Brian Wilson, Carl Wilson, Al Jardine) – 2:41
11. At My Window (Alan Jardine, Brian Wilson) – 2:32
12. Cool, Cool Water (Brian Wilson, Mike Love) – 5:05